# Frantic
«Frantic» — другий сингл і перший трек з восьмого альбому американського хеві-метал-гурту Metallica St. Anger (2003).

## Зміст
Ця пісня, як і багато інших на St. Anger, розповідає про минулу боротьбу гурту із залежностями, зокрема, про алкогольну залежність вокаліста Джеймса Хетфілда, через яку він провів багато місяців у реабілітаційній клініці. Тексти пісень також спираються на аксіоми дзен-буддизму, зокрема, на буддійську концепцію духи, про яку писав Кірк Хемметт: «Народження — це біль. Життя — це біль. Смерть — це біль. Це все одно».

## Музичне відео
До виходу синглу Frantic було знято музичне відео, режисером якого став Вейн Ішам. У кліпі, що містить скорочену версію пісні, зображено чоловіка, який озирається на своє життя (в якому він постійно п'є, займається сексом і курить) в ту мить, коли він врізається на своєму пікапі, що доставляє гриль, в автофургон на перехресті. Ці кліпи переплітаються зі сценами, де гурт виконує пісню перед купою металобрухту (Хетфілд і Гамметт) і набором каменів (Ульріх і Трухільйо). Наприкінці відео, попри те, що вантажівка чоловіка перевернута догори дном, він виявляється все ще живим і голосно сміється, доки автомобіль не врізається в бік вантажівки, перекидаючи її та, ймовірно, вбиваючи його. Відео було знято в Монреалі, Канада.

## Трек Лист
| Міжнародний сингл Частина 1 1. «Frantic» — 5:50 2. «Blackened (Live — Download Festival)» — 6:37 3. «Harvester of Sorrow (Live — Download Festival)» — 6:41 4. «Frantic» (відео) - Живі треки, записані 1 червня 2003 року на Download Festival, Донінгтон, Великобританія Міжнародний сингл Частина 2 1. «Frantic» — 5:50 2. «No Remorse» (Live — Download Festival)" — 5:16 3. «Welcome Home (Sanitarium)» (Live — Download Festival)" — 6:40 - Живі треки, записані 1 червня 2003 року на Download Festival, Донінгтон, Великобританія Міжнародний 2-трековий сингл 1. «Frantic» — 5:50 2. «No Remorse» (Live — Download Festival)" — 5:16 - Живі треки, записані 1 червня 2003 року на Download Festival, Донінгтон, Великобританія Бельгійський сингл 1. «Frantic» — 5:53 2. «No Remorse» (Live — Fields of Rock Festival)" — 6:46 3. «Welcome Home (Saniatrium)» (Наживо — Werchter Festival)" — 6:41 4. «No Remorse» (Live — Werchter Festival)" — 5:52 - «Harvester of Sorrow», записаний наживо 15 червня 2003 року на фестивалі Fields of Rock, Неймеген, Нідерланди - «Welcome Home (Sanitarium)» і «No Remorse», записані наживо 28 червня 2003 року на Werchter Festival, Werchter, Бельгія Іспанський сингл 1. «Frantic» — 5:53 2. «Harvester of Sorrow» (Live — фестиваль «Доктор Музика»)" — 6:51 3. «Welcome Home (Sanitarium) (Live — Doctor Music Festival)» — 6:41 4. «No Remorse (Live — Doctor Music Festival)» — 5:37 - Живі треки, записані 21 червня 2003 року на Doctor Music Festival, Барселона, Іспанія Італійський сингл 1. «Frantic» — 5:50 2. «Blackened» (Live — Imola Jammin' Festival)" — 7:02 3. «Harvester of Sorrow» (Live — Imola Jammin' Festival)" — 6:33 4. «Welcome Home (Sanitarium)» (Наживо — Imola Jammin' Festival)" — 7:18 5. «No Remorse» (Live — Imola Jammin' Festival)" — 5:29 - Живі треки, записані 13 червня 2003 року на Imola Jammin' Festival, Імола, Італія | Датський сингл 1. «Frantic» — 5:50 2. «Blackened» (Live — Roskilde Festival)" — 8:02 3. «Harvester of Sorrow» (Live — Roskilde Festival)" — 7:06 4. «Welcome to Home» (Sanitarium) (Наживо — Фестиваль Роскілле)" — 6:49 5. «No Remorse» (прямий ефір — фестиваль у Роскілде) — 5:33 - Живі треки, записані 26 червня 2003 року на фестивалі в Роскілле, Роскілле, Данія Німецький сингл 1. «Frantic» — 5:50 2. «Harvester of Sorrow» (Live — Rock Am Ring)" — 6:49 3. «Welcome Home» (Sanitarium) (Live — Rock Am Ring) — 6:58 - Живі треки, записані 8 червня 2003 року на фестивалі Rock Am Ring, Нюрбургринг, Німеччина Французький сингл 1. «Frantic» — 5:53 2. «Blackened» (Live — Le Trabendo)" — 5:58 3. «Harvester of Sorrow» (Live — La Boule Noire)" — 7:05 4. «Welcome Home (Saniatrium)» (Live — La Boule Noire)" — 6:44 - Записано наживо 11 червня 2003 року в Le Trabendo & La Boule Noire, Париж, Франція (Metallica зіграла 3 концерти в Парижі того самого дня, щоб відсвяткувати вихід альбому St. Anger) Японський EP 1. «Frantic» — 5:50 2. «Blackened» (Live — Download Festival)" — 6:37 3. «No Remorse» (Live — Download Festival)" — 6:41 4. «Welcome Home (Sanitarium)» (Live — Download Festival)" — 6:40 5. «No Remorse» (Live — Download Festival)" — 5:16 - Живі треки, записані 1 червня 2003 року на Download Festival, Донінгтон, Великобританія Міжнародний вініловий сингл 1. «Frantic» — 5:50 2. «Frantic (UNKLE Reconstruction — Artificial Confidence)» — 6:51 |

## Позиції в Чартах
| Чарти (2003–04)                            | Позиція |
| ------------------------------------------ | ------- |
| Австралія(ARIA)                            | 22      |
| Австрія(Ö3 Austria Top 40)                 | 30      |
| Бельгія (Ultratip Bubbling Under Flanders) | 6       |
| Хорватія (HRT)                             | 7       |
| Данія(Tracklisten)                         | 6       |
| Фінляндія (Suomen virallinen lista)        | 4       |
| Франція (SNEP)                             | 59      |
| Німеччина (Official German Charts)         | 21      |
| Ірландія (IRMA)                            | 20      |
| Італія (FIMI)                              | 24      |
| Нідерланди (Dutch Top 40)                  | 32      |
| Нідерланди (Single Top 100)                | 22      |
| Нова Зеландія (Recorded Music NZ)          | 23      |
| Норвегія (VG-lista)                        | 5       |
| Шотландія (OCC)                            | 17      |
| Іспанія (PROMUSICAE)                       | 2       |
| Швеція (Sverigetopplistan)                 | 13      |
| Швейцарія(Schweizer Hitparade)             | 57      |
| UK Singles (OCC)                           | 16      |
| UK Rock & Metal (OCC)                      | 4       |
| US Mainstream Rock (Billboard)             | 21      |